# برنبه بالستر
برنبه بالستر (انگلیسی: Bernabé Ballester؛ زادهٔ ۱۲ فوریهٔ ۱۹۸۲) بازیکن فوتبال اهل اسپانیا است.
از باشگاه‌هایی که در آن بازی کرده‌است می‌توان به باشگاه فوتبال رئال مادرید سی و باشگاه فوتبال رئال مادرید کاستیا اشاره کرد.
وی همچنین در تیم ملی فوتبال زیر ۱۶ سال اسپانیا بازی کرده‌است.